# Finale della WSE Champions League 2023-2024
La finale della 2ª edizione, la 59ª in totale, della WSE Champions League si è disputata il 12 maggio 2024 al Pavilhão Rosa Mota di Porto, in Portogallo, tra i portoghesi dell'Oliveirense e i connazionali dello Sporting CP.

## Le squadre
| Squadre     | Partecipazioni precedenti (il grassetto indica la vittoria) |
| ----------- | ----------------------------------------------------------- |
| Oliveirense | 2016, 2017                                                  |
| Sporting CP | 1977, 1989, 2019, 2021                                      |

## Il cammino verso la finale
Lo Sporting CP esordì direttamente nel fase a gironi della Champions League dove fu inserito nel gruppo B insieme al Benfica, al Calafell e al Reus Deportiu. Il club di Lisbona terminò questa fase al secondo posto raccogliendo undici punti frutto di tre vittorie, due pareggi e una sconfitta e qualificandosi ai quarti di finale dove in due gare riuscì ad eliminare il favorito Barcellona. In semifinale ebbe la meglio sul Porto padrone di casa nelle Final Four. L'Oliveirense dal canto suo esordì nel secondo turno di qualificazione dove non ebbe problemi centrando tre vittorie su tre gare ed approdando al turno successivo. Nella fase a gironi fu inserita nel gruppo D che vinse agevolmente davanti agli italiani dell'Amatori Lodi. Nei quarti di finale eliminò l'altra compagine italiana del Trissino ed in semifinale ebbe la meglio sul Barcelos ai tiri di rigore.

## Tabellino
| Arbitri: | Ruben Fernandez Daniel Villar |

|                    |           |                                 |
| L. Martínez 35'02" | Marcatori | 3'46" G. Romero 37'04" J. Souto |

| Oliveirense |    |                    |
|             |    |                    |
| P           | 1  | Edu Castro         |
| E           | 8  | Marc Torra         |
| E           | 22 | Nuno Santos        |
| E           | 33 | Facundo Navarro    |
| E           | 39 | Xavier Cardoso     |
| E           | 3  | Bruno Di Benedetto |
| E           | 27 | Lucas Martínez     |
| E           | 57 | Franco Platero     |
| E           | 78 | Diogo Abreu        |
| P           | 67 | Alves Diogo        |
| Allenatore: |    |                    |
| Edo Bosch   |    |                    |

| Sporting CP         |    |                    |
|                     |    |                    |
| P                   | 61 | Ângelo Girão       |
| E                   | 7  | Rafael Bessa       |
| E                   | 14 | Alessandro Verona  |
| E                   | 57 | Toni Pérez         |
| E                   | 99 | Gonzalo Romero     |
| E                   | 17 | Matías Platero     |
| E                   | 44 | João Souto         |
| E                   | 87 | Facundo Bridge     |
| E                   | 88 | Henrique Magalhães |
| P                   | 91 | José Diogo         |
| Allenatore:         |    |                    |
| Alejandro Domínguez |    |                    |